# Teddystadion
Het Teddystadion is een voetbalstadion in Jeruzalem in Israël. Het stadion is vernoemd naar Teddy Kollek, die als burgemeester van Jeruzalem zich sterk had gemaakt voor de bouw van het stadion. Bij de opening in 1991 bood het stadion plaats aan ruim 21.000 toeschouwers. In 2011 werd het stadion uitgebreid, mede voor de EK voor jeugdteams 2013 zodat het voor dat toernooi plaats biedt aan 31.733 toeschouwers. Er zijn plannen voor een verdere uitbreiding tot een capaciteit van 50.000 mensen.